# Mil Mi-6
De Mil Mi-6 (Russisch: Ми-6) (NAVO-codenaam: Hook) is een Sovjet zware transporthelikopter, en vloog voor het eerst in 1957. Hij werd in groten getale gebouwd voor zowel militaire als civiele doeleinden. 
Deze grote helikopter in de lucht te krijgen is geen gemakkelijke taak. De Mi-6 heeft een tandwielkast die zwaarder is dan de motoren, en is vaak ook uitgerust met vleugels om de rotor te ontlasten tijdens de vlucht. De Mi-6 was niet alleen lange tijd de grootste helikopter, maar ook de snelste, met een topsnelheid van 300 km/h. 
Een klein aantal is nog steeds in dienst, de meeste in Siberië.